# Elecciones legislativas de Rusia de 1921
Las elecciones para el IX Congreso Panruso de los Sóviets se celebraron en la República Socialista Federativa Soviética de Rusia en la primavera de 1921 (no confundir con el X Congreso del Partido Comunista Ruso (bolchevique)). Fueron las segundas elecciones en la historia del gobierno soviético, la primera de este tipo en 1919, también para el Congreso Panruso de los Sóviets, sin incluir la del Sóviet de Petrogrado en 1917, antes de la última etapa de la Revolución rusa. Ese año hubo cierta tensión debido a la revuelta de los marineros en la rebelión de Kronstadt, las acciones de la oposición obrera y los monárquicos, el reciente fracaso de un "levantamiento comunista" en Alemania (la llamada Acción de marzo), todo mientras continuaba la feroz guerra civil rusa. sin cesar.
A medida que las elecciones reconfiguraban el Partido Bolchevique, más tarde llamado Partido Comunista de la Unión Soviética, el gobierno soviético se sintió presionado a tomar medidas, por lo que intentó acoger las inversiones extranjeras con acuerdos de cooperación con Reino Unido, Persia y Afganistán, nacionalización de mezquitas en Crimea y comenzó a implementar la Nueva Política Económica o NPE. Si bien los esfuerzos de política exterior de la Rusia soviética condujeron a un mayor reconocimiento internacional, otros esfuerzos fracasaron. Al año siguiente, se formaría la Unión Soviética con el Tratado de Creación de la URSS y el Congreso de los Sóviets de la Unión Soviética serviría como legislatura unicameral para todo el Estado soviético, cargo que ocuparía hasta 1938 cuando el Sóviet Supremo de la RSFS de Rusia se crearía.

## Conducta
Algunos consideraron que las elecciones eran "semilibres", porque los candidatos no bolcheviques podían presentarse a cargos públicos.